# La città ideale
La città ideale è un film del 2012 diretto da Luigi Lo Cascio .
La pellicola, con protagonista lo stesso regista, è stata presentata in concorso alla Biennale di Venezia 2012,

## Trama
Vita dell'architetto ed ecologista convinto Michele Grassadonia, trasferitosi dalla città natale Palermo per andare a vivere a Siena. La città toscana diventa l'ambiente ideale per costruirsi una casa indipendente dalle moderne schiavitù delle comodità del progresso, a partire dall'energia elettrica fino all'acqua corrente. Tuttavia, proprio a causa di tutto questo, Michele verrà coinvolto in faccende intricate.

## Riconoscimenti
- 2012 - Settimana Internazionale della Critica
  - Premio Arca CinemaGiovani
- 2013 - Roseto opera prima
  - Rosa d'oro